# Giro del Lazio 1943
Il Giro del Lazio 1943, decima edizione della corsa, si svolse il 18 aprile 1943 su un percorso di 170 km. La vittoria fu appannaggio dell'italiano Quirino Toccacelli, che completò il percorso in 4h50'51", precedendo i connazionali Elio Bertocchi e Pietro Chiappini.

## Ordine d'arrivo (Top 10)
| Pos. | Corridore          | Squadra                 | Tempo    |
| ---- | ------------------ | ----------------------- | -------- |
| 1    | Quirino Toccacelli | Olmo                    | 4h50'51" |
| 2    | Elio Bertocchi     | Legnano                 | s.t.     |
| 3    | Pietro Chiappini   | Milizia Contraerea Roma | s.t.     |
| 4    | Egidio Marangoni   | Aquilano                | s.t.     |
| 5    | Osvaldo Bailo      | Viscontea               | s.t.     |
| 6    | Edoardo Taddei     | Taddei                  | s.t.     |
| 7    | Salvatore Crippa   | Aquilano                | s.t.     |
| 8    | Quirico Bernacchi  | -                       | s.t.     |
| 9    | Mario Fazio        | Viscontea               | s.t.     |
| 10   | Giulio Bresci      | Taddei                  | s.t.     |